# Victor de Roebé
Victor de Roebé, né le 23 mars 1823 à Sarrebruck (Prusse) et mort le 3 janvier 1889 à Larochette (Luxembourg), est un juriste et homme politique luxembourgeois.
En juin 1844, Victor de Roebé est naturalisé et obtient la nationalité luxembourgeoise de la part du Roi-grand-duc Guillaume III.
Du 25 mai 1873 au 26 décembre 1874 et du 7 juillet 1876 au 21 septembre 1882, Victor de Roebé est Directeur général — soit l'équivalent de ministre de nos jours — des Finances dans les gouvernements dirigés par Emmanuel Servais et Félix de Blochausen. Du 26 décembre 1874 au 7 juillet 1876, il est Directeur général des Travaux publics.
Victor de Roebé est nommé conseiller d’État le 22 juillet 1885, fonction venue à terme le 3 janvier 1889 lors de son décès.

## Décorations
- Commandeur de l'ordre de la Couronne de chêne (Luxembourg)[3]
- Commandeur de l'ordre du Lion néerlandais (Pays-Bas)[3]
- Commandeur de l'ordre de Léopold (Belgique)[3]
- Officier de la Légion d'honneur (France)[3]
- Chevalier de 2e classe avec plaque de l'ordre de la Couronne (Prusse)[3]